# Piezosecus tymaiuba
Piezosecus tymaiuba är en skalbaggsart som beskrevs av Martins och Maria Helena M. Galileo 2003. Piezosecus tymaiuba ingår i släktet Piezosecus och familjen långhorningar. Inga underarter finns listade i Catalogue of Life.